# Niels Larsen
Niels Hansen Ditlev Larsen (* 21. November 1889 in Horsens; † 15. November 1969 in Otterup Sogn) war ein dänischer Sportschütze.

## Erfolge
Niels Larsen nahm dreimal an Olympischen Spielen teil. Bei den Olympischen Spielen 1912 in Stockholm war er im Dreistellungskampf mit dem Freien Gewehr doppelt erfolgreich. Das Einzel beendete er hinter Paul Colas und Lars Jørgen Madsen ebenso auf dem Bronzerang, wie die Mannschaftskonkurrenz an der Seite von Ole Olsen, Lars Jørgen Madsen, Niels Andersen, Laurits Larsen und Jens Hajslund. In den übrigen Disziplinen, an denen Larsen teilnahm, gelangen ihm keine vorderen Platzierungen. 1920 startete er in Antwerpen in insgesamt neun Disziplinen. Ihm gelangen dabei fünf Top-Ten-Platzierungen, davon zwei auf dem Podium: mit dem Armeegewehr wurde er im stehenden Anschlag in der Mannschaftskonkurrenz gemeinsam mit Lars Jørgen Madsen, Anders Peter Nielsen, Anders Petersen und Erik Sætter-Lassen vor der US-amerikanischen und der schwedischen Mannschaft Olympiasieger. Im Dreistellungskampf mit dem Freien Gewehr beendete er im Einzel auf dem zweiten Platz hinter Morris Fisher und vor Østen Østensen. Vier Jahre später in Paris erreichte er mit der Mannschaft den sechsten Platz mit dem Armeegewehr und gewann über 400 m, 600 m und 800 m im liegenden Anschlag mit dem Freien Gewehr Bronze hinter Morris Fisher und Carl Osburn.
Bei Weltmeisterschaften sicherte sich Nielsen zwischen 1914 und 1930 sieben Bronzemedaillen. Zwei davon gewann er im Mannschaftswettbewerb mit der Freien Pistole, 1925 in St. Gallen und 1930 in Antwerpen. Die übrigen Medaillen gewann er in verschiedenen Gewehr-Disziplinen, davon zwei im Einzel und drei mit der Mannschaft.
Sein Schwiegervater Hans Schultz war ebenso olympischer Sportschütze wie später auch Larsens Sohn Uffe Schultz Larsen. Larsen war von Beruf Büchsenmacher.